# Wincenty Kruszewski
Wincenty Józef Kruszewski O.Carm (ur. 4 marca 1843 we wsi Wójty-Zamoście, zm. 6 października 1922 w Oborach) – polski duchowny rzymskokatolicki, karmelita, zmarły w opinii świętości.

## Młodość i formacja zakonna
Józef Kruszewski urodził się 4 marca 1843 roku we wsi Wójty-Zamoście w pobliżu Płońska, w Guberni Płockiej, znajdującej się pod zaborem rosyjskim, w ubogiej rodzinie rolniczej, jako pierwsze dziecko Ignacego i Julianny z Wróblewskich. 9 marca został ochrzczony w kościele parafialnym pw. św. Michała Archanioła w Płońsku, przyjmując imię Józef. Cztery lata później urodził się jego młodszy brat, Jan.
Rodzinna parafia, prowadzona przez karmelitów (do roku 1864), miała istotny wpływ na jego życie. Młody Józef był często widywany w klasztorze, gdzie chętnie rozmawiał z braćmi. Już w wieku 17 lat postanowił wstąpić do nowicjatu Zakonu Karmelitańskiego Prowincji Wielkopolskiej pw. Przenajświętszego Sakramentu. Wraz z przyjęciem habitu otrzymał imię Wincenty. Pierwsze śluby zakonne złożył w dniu swoich 18. urodzin, 4 marca 1861 roku. Uroczystość ta odbyła się prawdopodobnie w kościele klasztornym w Warszawie. Dwa tygodnie później, 19 marca br. Wincenty, jako młody kleryk, został skierowany do Obór, gdzie przebywał przez niecałe dwa lata.
W Oborach był świadkiem wybuchu powstania styczniowego. Klasztor działał wtedy bardzo aktywnie jako ostoja patriotyzmu, co opisała M. Konopnicka w noweli „W Oborach”. Zakonnicy wygłaszali z ambon okolicznościowe kazania, organizowali nabożeństwa o wolność ojczyzny. Na terenie klasztoru znajdowały schronienie nawet całe oddziały powstańców.
Po przeniesieniu do Warszawy podjął studia filozoficzno-teologiczne i przyjął święcenia kapłańskie. Aktualnie nie posiadamy bliższych informacji z tego okresu życia o. Wincentego. Wiadomo, że wkrótce po święceniach, w roku 1879 został przeniesiony do Obór.

## Posługa w Oborach
Po upadku powstania styczniowego, klasztor oborski ostał się jako jedyny spośród 52 w prowincji. Po kasatach pozostałych, został odcięty od przełożonych nie tylko prowincji małopolskiej, ale także od władzy generalnej w Rzymie. Klasztor zyskał status etatowego, więzieni w nim byli duchowni dekanatów rypińskiego i dobrzyńskiego, a także bracia z pobliskiego Trutowa.
O. Wincenty przybył do Obór w momencie, gdy represje wygasały, a klasztor powoli wracał do normalnego funkcjonowania. Sytuacja materialna była jednak bardzo ciężka. Karmelita pełnił w Oborach różne funkcje: przygotowywał dzieci do I Komunii Świętej, posługiwał chorym, spowiadał.
Po ukazaniu się ukazu carskiego z roku 1904, skazującego klasztor oborski na kasatę, wszczęto starania o jego uratowanie. Wielką pomocą wykazali się pobliscy ziemianie, związani z klasztorem, jednak decydującą rolę odegrał ówczesny przeor, o. Dionizy Mierzwicki.
Kolejne trudne wydarzenia przyniosła I wojna światowa. Korzystając z sytuacji, w roku 1917 bracia zwrócili się do Prowincji św. Józefa w Galicji z prośbą o przyłączenie. Tego samego roku, w październiku, przysłano z Krakowa o. Tadeusza Wojtalę z nominacją na przeora.
Życie o. Wincentego przypadło na burzliwy czas przemian i ograniczeń. Pomimo trudności, został zapamiętany jako gorliwy kapłan, oddany szczególnej czci Matki Bożej. Zasłynął jako cierpliwy spowiednik, jednający w przedziwny sposób dusze z Bogiem. Spotkanie z nim w konfesjonale owocowało prawdziwą przemianą życia. Zachowały się świadectwa uwolnienia ze zniewoleń i opętań po jego modlitwie wstawienniczej. Bracia wspominali jego długie posty i liczne umartwienia.
Mszę świętą odprawiał w największym skupieniu; cały był dla Boga i ludzi, cały oddany ludziom. Spowiedź u niego była bardzo szczegółowa, na wszystko naprowadzał, wszystko przypominał. Spowiadał według przykazań Bożych i kościelnych oraz grzechów głównych. Pokutę za nie zadawał bardzo dużą.

## Koniec życia
O. Wincenty Kruszewski jako jeden z ostatnich oborskich karmelitów dożył odzyskania przez Polskę niepodległości i połączenia Zakonu Karmelitańskiego w Polsce, po wielu wiekach świetności.
Zmarł w opinii świętości 6 października 1922 roku, został pochowany w krypcie pod Kaplicą Opatrzności. Ciało o. Wincentego zostało przeniesione do krypty pod prezbiterium, gdzie aktualnie znajduje się kaplica pamięci.